# Cantonul Mandelieu-Cannes-Ouest
Cantonul Mandelieu-Cannes-Ouest este un canton din arondismentul Grasse, departamentul Alpes-Maritimes, regiunea Provence-Alpes-Côte d'Azur, Franța.

## Comune
- Cannes (parțial)
- Mandelieu-la-Napoule (reședință)
- Théoule-sur-Mer